# Međurečje (Kraljevo)
Pour les articles homonymes, voir Međurečje.
Ne doit pas être confondu avec Međurječje.
Međurečje (en serbe cyrillique : Међурeчје) est un village de Serbie situé sur le territoire de la ville de Kraljevo, district de Raška. Au recensement de 2011, il comptait 60 habitants.

## Démographie
| 1948 | 1953 | 1961 | 1971 | 1981 | 1991 | 2002 | 2011 |
| ---- | ---- | ---- | ---- | ---- | ---- | ---- | ---- |
| 148  | 170  | 178  | 165  | 140  | 103  | 98   | 60   |

|  |